# Le strade del male (romanzo)
Le strade del male (The Devil All the Time) è il romanzo d'esordio dello scrittore americano Donald Ray Pollock, pubblicato nel 2011 da Doubleday. La storia segue le vicende di numerosi personaggi nel secondo dopoguerra in Ohio e Virginia Occidentale, tra cui un veterano traumatizzato, una coppia di serial killer e un falso predicatore. È stato prodotto da Jake Gyllenhaal un omonimo adattamento cinematografico diretto da Antonio Campos; tra gli interpreti include Tom Holland, Sebastian Stan, Robert Pattinson e Bill Skarsgård.

## Trama
Il prologo del romanzo presenta il protagonista, Arvin, da giovane; suo padre Wilard è ossessionato dalla religione e si aspetta la stessa devozione da lui. Arvin si sente infelice a causa dell'isolamento e del bullismo di cui soffre a scuola e Wilard gli dà come unico consiglio quello di imparare a difendersi.
Nel 1945, Wilard viene congedato dal suo servizio militare al termine della seconda guerra mondiale. Mentre fa ritorno a casa a Coal Creek (nella Virginia Occidentale), riflette sui traumi che ha vissuto durante la guerra, in particolar modo il ricordo di un soldato scuoiato e crocifisso che uccise per porre fine alle sue sofferenze. Fermandosi a un diner a Meade (in (Ohio), il giovane incontra e resta attratto da una bella cameriera, Charlotte Willoughby. Tornato a casa, Wilard si ricongiunge con la madre emotivamente instabile e nevrotica; quest'ultima resta sconvolta nell'apprendere che il figlio si è innamorato di un'altra donna, perché ha fatto un patto con Dio promettendogli di dare in sposa Wilard alla povera Helen Hatton se l'avesse fatto sopravvivere alla guerra.
Helen frequenta una chiesa il cui predicatore si chiama Roy. Una sera l'uomo fa un discorso su come bisogni lasciare che Dio guarisca dalle peggiori paure e si rovescia un gran numero di ragni in testa come dimostrazione pratica. Helen prende in simpatia Roy e poco tempo dopo lo sposa, avendo con lui una figlia di nome Lenora. Sentendo indebolirsi il suo legame con Dio, Roy (probabilmente stordito a causa del veleno dei ragni) decreta che per rafforzarlo nuovamente deve uccidere qualcosa per poi riportarlo in vita. Suo fratello grasso e storpio Theodore, che nutre astio verso Helen per aver attirato l'attenzione di Roy, lo convince a usare lei come sacrificio. Dopo averla portata in un campo, Roy pugnala la moglie al collo con un cacciavite; non riuscendo a resuscitarla, i due fratelli scappano dalla città lasciando Lenora con Emma, la madre di Willard.
Willard si sposa con Charlotte e insieme hanno un figlio, Arvin. Con il passare degli anni, Willard diventa ossessionato dalla religione; la situazione peggiora quando sua moglie si ammala di cancro. I rituali di Wilard diventano sempre più bizzarri e inquietanti, culminando in sacrifici animali e persino umani in un tentativo di dimostrare devozione a Dio affinché possa salvare Charlotte. Alla morte della donna, Wilard si suicida e Arvin, traumatizzato dagli eventi, viene affidato a Emma.
Nel frattempo si diramano le vicende di Carl e Sandy Henderson, una coppia di assassini che vivono a Meade; concedono passaggi ad autostoppisti maschi per poi costringerli ad avere rapporti sessuali con Sandy, dopodiché li uccidono, mentre Carl fotografa i vari procedimenti. Il loro regno del terrore può persistere poiché Bodecker, il fratello di Sandy è lo sceriffo del posto.
Arvin e Lenora crescono insieme come fratelli e diventano molto uniti. Il giorno del suo quindicesimo compleanno, Arvin riceve in regalo la pistola di suo padre; il suo prozio decide di mettere via l'arma quando Arvin aggredisce brutalmente i bulli che perseguitano Lenora a scuola.
Roy viene sostituito come predicatore dal pastore Teagardin, il quale vive con Cynthia, la moglie molto più giovane; l'uomo si guadagna la stima di Lenora, mentre Arvin sospetta di lui. Infatti, Teagrin in realtà corrompe la moglie per costringerla ad avere rapporti sessuali con lui. In breve tempo, il predicatore circuisce Lenora e la ragazza rimane incinta. Quando cerca di affrontare Teagardin sull'argomento, lui nega di essere responsabile della gravidanza e afferma che nessuno crederebbe alle sue accuse. In seguito a ciò, Lenora si suicida. Rendendosi conto di quanto è successo, Arvin uccide il predicatore e scappa dal paese.
Dopo la morte di Theodore, Roy fa ritorno ad Appalachia per rintracciare la figlia e scusarsi (senza sapere della morte della ragazza). Tuttavia, a dargli un passaggio sono Carl e Sandy e l'uomo diventa una loro vittima. Successivamente la coppia di killer preleva anche Arvin, il quale però riesce a prevalere e ad ucciderli. Lo sceriffo Bodecker insegue il ragazzo nella stessa radura in cui Willard compì dei sacrifici, ma Arvin lo uccide e si allontana lungo la strada, per la prima volta pieno di speranza per la prima volta da molto tempo.

## Riconoscimenti
- Grand prix de littérature policière 2012 (vinto)[2]
- Prix du Livre de l'Année (Magazine Lire ) 2012[3]
- Thomas and Lillie D. Chaffin Award for Appalachian Writing (2012)[4]
- Deutscher Krimi Preis  (2013): terzo posto.[5]
- Prix Mystère de la critique  (2013)[6]

## Adattamento cinematografico
Il romanzo è stato adattato in un film con lo stesso nome del regista Antonio Campos, distribuito su Netflix . Le riprese sono iniziate in Alabama il 19 febbraio 2019 e si sono concluse il 15 aprile 2019. È stato diffuso il 16 settembre 2020.